# Mittelhausen, Bas-Rhin
Mittelhausen là một xã thuộc tỉnh Bas-Rhin trong vùng Grand Est đông bắc Pháp.